# Lesná (okres Tachov)
Lesná (německy Schönwald) je obec v jihozápadní části okresu Tachov v Plzeňském kraji. Leží jedenáct kilometrů od Tachova. Vesnice se nachází v nadmořské výšce 643 metrů na pomezí bývalého hraničního pásma u hranic s německým Bavorskem. Žije zde 479 obyvatel.

## Historie
První písemná zmínka o vesnici pochází z roku 1349, kdy je zmíněna existence farního kostela. Obec byla založena na vedlejší obchodní stezce, která vedla z Čech na falcký Waldheim (tzv. Schönwaldská stezka) a je jednou z nejstarších obcí v této části Českého lesa. Prvním známým majitelem obce byl Arkleb z obce Tisová.
Stávala zde tvrz jednoho z manů (rytířů) tachovského manského obvodu. Spolu s Chody a s dalšími tachovskými many se podílel na ochraně hranic. Od druhé poloviny 16. století až do roku 1945 vlastnil Lesnou rytířský rod Schirndingerů. Až do začátku 17. století bylo území mezi Lesnou a státní hranicí porostlé hlubokými lesy. V roce 1607 sklář Pavel Schürer koupil od císaře Rudolfa II. část hraničního hvozdu a vytvořil zde panství Zahájí. V té době začíná plošné odlesňování území a postupné osidlování převážně německy mluvícím obyvatelstvem. V roce 1938 žilo ve vsi 583 Němců a pouhých 27 Čechů.
Po druhé světové válce došlo k téměř úplné obměně obyvatelstva. Namísto odsunutých Němců bylo zdejší území osídleno Rusíny. To je patrno převážně v kulturní sféře, nebo v dodržování různých tradic, dodnes.

## Přírodní poměry
Jižně od vesnice se nachází přírodní památka Na Kolmu. Jihozápadně od vesnice leží přírodní památka Podkovák. V katastrálním území Bažantov leží přírodní památka Prameniště Kateřinského potoka.

## Obyvatelstvo
| Rok            | 1869  | 1880  | 1890  | 1900  | 1910  | 1921  | 1930  | 1950 | 1961 | 1970 | 1980 | 1991 | 2001 | 2011 | 2021 |
| -------------- | ----- | ----- | ----- | ----- | ----- | ----- | ----- | ---- | ---- | ---- | ---- | ---- | ---- | ---- | ---- |
| Počet obyvatel | 5 531 | 4 352 | 4 138 | 3 789 | 3 653 | 3 507 | 3 234 | 799  | 583  | 458  | 515  | 460  | 492  | 443  | 456  |
| Počet domů     | 499   | 506   | 516   | 528   | 516   | 522   | 557   | 522  | 116  | 95   | 93   | 94   | 109  | 130  | 134  |

## Obecní správa

### Části obce
- Lesná (k. ú. Lesná u Tachova a Bažantov)
- Háje (k. ú. Stará Knížecí Huť)
- Písařova Vesce (i název k. ú.)
- Stará Knížecí Huť (k. ú. Stará Knížecí Huť, Česká Ves u Lesné, Jedlina, Pavlův Studenec 1 a Zahájí u Lesné)

Od 1. ledna 1990 do 23. listopadu 1990 k obci patřily i Milíře a Zadní Milíře.

### Obecní symboly
Znak a vlajka byly obci uděleny rozhodnutím předsedy Poslanecké sněmovny Parlamentu České republiky dne 27. února 2004.

## Pamětihodnosti
- Na západním okraji vesnice stojí pozdně barokní lesenský zámek z osmnáctého století.[10]
- Kostel svatého Mikuláše v obci, o kterém je první písemná zmínka z roku 1349. V roce 1774 byl opraven rodem Schirdingů a následně využíván jako rodinná hrobka. Původně římskokatolický kostel byl v roce 2004 darován Pravoslavné církevní obci v Lesné (Pravoslavná církev v Českých zemích).
- Socha svatého Jana Nepomuckého
- Zaniklý hrad Šelmberk asi 6 km západně od obce ve stejnojmenné přírodní památce
- Tři památné lípy

## Osobnosti
- František Karel Kolár (* 1829, Zahájí) – český herec, režisér a výtvarník